# Rappel (vidente)
Rafael Francisco Payá Pinilla, más conocido como Rappel (Madrid, 20 de agosto de 1945), es un modista, empresario y personaje recurrente de televisión español que se autodefine como vidente. Se caracteriza por su estética extravagante, siempre vestido con túnicas de colores brillantes y el pelo recogido con una coleta o trenza.

## Biografía
Estudiante de un colegio jesuita y del Liceo Francés de su ciudad natal, obtuvo el título de profesor de francés en La Sorbona de París. 
A continuación, estudió diseño y patronaje para abrir un taller de ropa a medida, de alta calidad, encima de la tienda que sus padres tenían en la calle Ayala de Madrid. 
Entre sus clientes se encontraba la actriz Niní Montián, con quien entabló amistad. 
Ello, unido a la fama de vidente que empezaba a adquirir, le permitió acceder a la alta sociedad de la época franquista. 
Así, confeccionó durante años los vestidos de María de las Mercedes de Borbón, al mismo tiempo que le preguntaban por su futuro Tita Cervera, Dolores Ibárruri, Severo Ochoa, e incluso Francisco Franco y Carmen Polo, entre otros. 
Se dedicó al diseño de moda durante veinte años.
Durante diez años fue director de relaciones públicas de la sala de fiestas Florida Park de Madrid. 
A partir de los años setenta, sus contactos le permitieron obtener contratos con varias revistas para escribir los horóscopos, conseguir sus propios programas de radio y aparecer en numerosos programas de televisión. 
Entre ellos, destaca los cinco años que estuvo en el programa Tómbola, donde predecía el futuro de los personajes de la prensa rosa, y sus colaboraciones en los programas matinales de María Teresa Campos. 
Además, ha concursado en tres reality shows: La Granja 2 (2005), Gran Hermano VIP 4 (2016), donde quedó tercer finalista de la edición.
Como invitado, ha participado en el programa de entrevistas de Telecinco Mi casa es la tuya y en Maestros de la Costura.

## Programas
Televisión
- ¡Hola Raffaella!  (1992-1994) TVE.
- Dimensión Rappel  (1993) TVE.
- La consulta de Rappel  (1993-1995) Tele-5.[4]
- Tómbola (1997-2004), en RTVV.
- La Granja 2, (2005) en Antena 3 (10.º expulsado).
- Gran Hermano VIP, (2016) en Telecinco (13.er expulsado).
- Mi casa es la tuya, (2017) en Telecinco.
- Ven a cenar conmigo: Gourmet edition, (2018) en Cuatro (Ganador).
- Volverte a ver, (2018) en Telecinco.
- Hacer de comer, (2019) en La 1.
- Maestros de la costura, (2021) en La 1.